# 小冠耳螺
小鼬耳螺（学名：Cassidula paludosa nigrobrunnea），又名小鼬耳蝸牛，是耳螺科冠耳螺屬的一种台灣產陸棲蝸牛:6。

## 分佈
本物種目前只見於台湾南部:6，常栖息在河口半淡咸水域。